# Lara Ríos
Marilyn Echeverría Zürcher (n. San José, 9 de abril de 1934) conocida como Lara Ríos, es una escritora costarricense de literatura infantil y juvenil .

## Biografía
Marilyn Echeverría Zürcher nació en 1934, hija de Gonzalo Echeverría Flores y Marjorie Zürcher Acuña. Cursó la primaria en la Escuela República del Perú y comenzó a escribir desde pequeña; a los 9 años compuso su primera poesía. Como ha recordado en una entrevista: «Yo escribí: “El elefante es un infante muy tolerante de la maldad, tiene un sombrero como un plumero y unas orejas pegando al suelo”.  Yo creí que era un Rubén Darío, que era algo fuera de serie y me fuí corriendo donde papá y le dije: "papá hice un poema".  Entonces papá cogió el poema y me dice “¡muy lindo mijita! pero vea, mejor guárdelo y no se lo enseñe a nadie, porque de usted van a esperar mucho por ser nieta de Aquileo J. Echeverría”».
Después estudió en el Colegio de Sión, fundado para niñas en el siglo XIX por hermanas de congregación de Nuestra Señora de Sión; es autodidacta, y tomó varios cursos para mejorar sus conocimientos. Su primer libro fue de cuentos y poemas, y se animó a mandarlo a la Editorial de Costa Rica, pero esos Cuentos de mi alcancía fueron rechazados y terminaron nuevamente en su mesita de noche. «Entonces se dijo: “¡papá tenía razón! quién te mete Juan Bonete a mandar libros a las editoriales”». Comenzó a utilizar el seudónimo de Lara Ríos en 1974, con el que se ha hecho famosa como escritora de literatura infantil y juvenil.
Marilyn Echeverría recuerda que cuando regresó de un viaje por América del Sur, impresionada por el "libro divino" Tutú Marambá de María Elena Walsh, comenzó a escribir poemas inspirados en esa autora, y cuando tuvo "un cerro" de ellos le dijo a su hijo mayor: “Mirá, vos que tenés de profesor a don Joaquín Gutiérrez, el papá de Cocorí, porqué no le llevás estos poemas y le decís que son de una amiga tuya para ver qué opinión tiene”. En la tarde regresó el niño enojado y le dijo: “Es que sólo a usted se le ocurre decirme semejante cosa, a don Joaquín le encantaron los poemas y ahora la quiere conocer y va a ver que usted es mi mamá y yo voy a quedar de mentiroso”. Fue así como conoció al famoso novelista costarricense que le aconsejó que "los mandara a un concurso que tenía abierto la Editorial de Costa Rica" con el resultado ya conocido: ganó el Premio Carmen Lyra y el libro fue publicado. Fue precisamente en esa época, en 1974, que al enviar sus poesías al concurso, nació el seudónimo Lara Ríos, que le propuso una amiga (Lara por el amor del doctor Zhivago en la novela del nobel de literatura Borís Pasternak y Ríos por ser el apellido que en el directorio de teléfono en esa época se repetía menos).
Es especialmente conocida en su país por la trilogía formada por Pantalones cortos, Pantalones largos y Verano de colores,en la que el protagonista es un niño travieso llamado Arturo Pol. Estas historias se basan en las travesuras de uno de sus hijos.
Forma parte del International Board on Books for Young People, entidad especializada en libros para niños y jóvenes. Fundó en 1979 el Instituto de Literatura Infantil y Juvenil de Costa Rica (ILIJ) (1992-1999). 
El curso lectivo 2024 de Costa Rica llevó el lema "Leer y escribir: el primer paso para transformar vidas". Y en relación con esto, la dedicada del curso lectivo, ha sido la escritora Lara Ríos.  El Ministerio de Educación Pública detalló en su comunicado: “Por primera vez, se realizará una dedicatoria al curso lectivo. En esta ocasión se seleccionó a la escritora Lara Ríos, quien con su pluma ha motivado a leer y a disfrutar de la lectura y dejado algunas de las obras más influyentes para la infancia costarricense.”
Es miembro de número de la Academia Costarricense de la Lengua, donde ocupa la silla A desde abril de 2009. Ha sido distinguida con varios premios, participado en numerosos seminarios y encuentros literarios y algunas de sus obras han sido traducidas a otros idiomas.
Casada en la iglesia de Santa Teresita con el comerciante Werner Sauter Raichle (era codueño de la firma José Sauter e hijos y después, de Sauter Infomax), la pareja tiene cuatro hijos, doce nietos y cuatro bisnietos.

## Obras
- Algodón de azúcar, poesía, 1976
- Cuentos de mi alcancía, 1979
- El eco y el miedo, teatro, 1982
- Pantalones cortos, 1982; primer libro de la trilogía protagonizada por el niño travieso Arturo Pol
- El duende y el Joboto, cuento, 1982[6][7]
- El rey que deseaba escribir un cuento, 1986
- Cuentos de palomas, 1989, un libro de cuentos sobre la paz que donó a las Escuelas Asociadas de la UNESCO
- Verano de colores, 1990; segundo libro de la trilogía protagonizada por el niño travieso Arturo Pol
- Mo, novela, San José, 1991
- Pantalones largos, 1993; tercer libro de la trilogía protagonizada por el niño travieso Arturo Pol
- El círculo de fuego blanco, 2000
- La música de Paul, novela, 2002
- Aventuras de Dora la lora y Chico Perico, 2004
- Nuevas aventuras de Dora la lora y Chico Perico, 2006
- Dónde estás, mi buen Jesús, 2006
- Llegó mi hermanita, 2017
- Ley de la selva, 2019
- Los Corales Mágicos, 2019
- Globos al viento, 2020
- Lluvia con sol, 2021
- Luna de Colores, 2023
- En un boque azul, 2024

## Premios y reconocimientos
- Primera ganadora del Premio Carmen Lyra 1976 por Algodón de azúcar (poesía)
- Premio Aquileo J Echeverría 2002 por La música de Paul (cuento)[6]
- Lista de Honor (1991) de International Board on Books for Young People (IBBY) por su libro Mo, sobre una niña cabécar